# فومن

آب‌وهوای فومن از نوع معتدل خزری

فومَن یکی از شهرهای استان گیلان و مرکز شهرستان فومن است. این شهر در ناحیهٔ جلگه‌ای گیلان قرار دارد و در میان باغ‌ها و جنگل‌ها و کوهستان‌ها و شالیزارها محصور شده است. فومن را به خاطر مجسمه‌های زیادی که در آن وجود دارد با نامِ شهر مجسمه‌ها نیز می‌شناسند. از زیبایی‌های دیگر این شهر می‌توان به وجود درختان چنار بسیار زیاد در خیابان‌های آن اشاره کرد. فومن به علت داشتن جاذبه‌های تاریخی-گردشگری مانند ماسوله و قلعه رودخان و همچنین کلوچهٔ فومن معروف است.

## موقعیت
فومن در فاصلهٔ ۲۷ کیلومتری رشت، ۳۵۶ کیلومتری تهران و در فاصلهٔ ۵ کیلومتری صومعه‌سرا (نزدیک‌ترین شهر به آن) قرار دارد. این شهر از گذشته در مسیر مسافرانی که قصد رفتن به خلخال، ماسوله یا قلعه‌رودخان را دارند قرار داشته است. شهر یادشده در حال حاضر دارای مساحتی معادل ۲۹ کیلومترمربع بوده و در ارتفاع ۳- متر از سطح آب‌های دریای آزاد است.

## تاریخ

فومن در نقشهٔ بازسازی‌شدهٔ گیلان و طبرستان

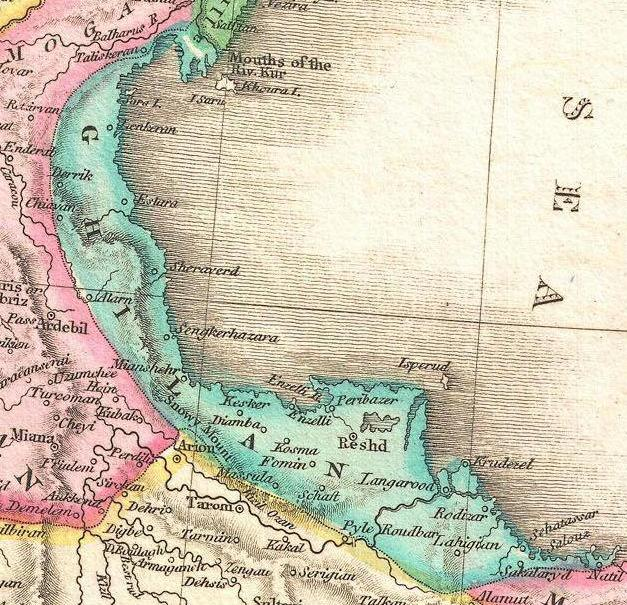
فومن در نقشهٔ گیلان در سال ۱۸۰۸، از اطلس نوی پینکرتن

نقشه‌ای در کتاب «مسالک و الممالک» اصطخری به نگارش قرن چهارم قمری که نام فومن در آن آورده شده. نشان می‌دهد نام فومن حداقل از قرن چهارم به این شهر گفته می‌شده است.

فومن یکی از شهرهای قدیمی گیلان است و تاریخ تأسیس آن دقیقاً مشخص نیست اما شواهد تاریخی نشان می‌دهد که این شهر در زمان امپراتوری ساسانی و حتی قبل از آن (۲۵۰۰ تا ۳۰۰۰ سال پیش) مسکونی بوده است. از اواخر دوره ساسانی به بعد دو خاندان گیلانشاه و دودمان گاوباریان در فومن حکومت می‌کردند.
حاکم فومن در سده‌های هفتم تا نهم هجری خاندان اسحاق‌وند بود که یکی از حکومت‌های مقتدر محلی گیلان به‌شمار می‌رفت و مورد احترام سایر امیران محلی مناطق گیلان بیه‌پس مانند شفت، گسکر، تولم و حتی رشت نیز بود. از متشخص‌ترین و معروف‌ترین چهره‌های این خاندان به امیره دباج می‌توان اشاره داشت که به هنگام لشکرکشی مغولان به فرماندهی اولجایتو به سرزمین گیلان در اواسط ذیقعده سال ۷۰۶ه‍.ق (اردیبهشت ۶۸۶ه‍.ش) در برابر یورش ایشان به همراهی رکابزن تولمی و یارانش به سختی پایداری نمود ولی در نهایت مجبور به پرداخت باج و خراج ابریشم گردید.

## نام‌شناسی
فومن را در فارسی به صورت fuman و در زبان گیلکی به صورت فؤمن (foman) تلفظ می‌کنند.
ریشه نام فومن به صورت دقیق مشخص نیست ولی دربارهٔ وجه تسمیه فومن توسط زبان‌شناسان و محققان چندین فرضیه مطرح شده است.
در متون قدیم از فومن با نام‌هایی چون پومن و بومن نام برده‌اند و تا قرن هفتم هجری شهر مزبور را با این نام‌ها می‌شناختند که می‌توان آن‌ها را از جمله نام‌های قدیمی این شهر دانست و گویا درست‌ترین دلیل برای نام‌گذاری این شهر به نام فعلی هم همین موضوع است. این نام‌ها ظاهراً در اوایل دوره اسلامی به این شهر داده شده است. تقویم البلدان نوشته ابوالفدا و ذیل مجمع‌التواریخ نوشته حافظ ابرو از جمله منابعی هستند که نام واژهٔ «پومن» را می‌شود در آن‌ها دید. به عنوان نمونه در کتاب تقویم البلدان به نقل از یکی از مسافران، مربوط به سال ۷۲۱ ه‍. ق آمده است: «... نام یکی از شهرهای گیلان پومِن است که پومن نزدیک دریاست و مستقر ملوکشان باشد.» که با توجه به متون مزبور چنین به نظر می‌رسد که اعراب و مورخین دوره اسلامی فومن را معرب کرده و «پومن» نامیده‌اند. از دیگر نام‌های قدیمی یکی هم «بومن» است که در برخی از منابع قدیم، از جمله «تحفة الادب» به آن اشاره شده است. در این کتاب بومن به عنوان شهر عمده گیلان معرفی شده است که با توجه به این می‌توان این‌طور نتیجه گرفت که نام کهن و اصلی فومن، «بومن» بوده و فومن هم در اصل «پومن» بوده که حرف «پ» در دورهٔ اسلامی مبدل به «ف» شده و در واقع فومن عربی شده پومن است. به گواهی اسنادی که از قرن ششم هجری به بعد به جا مانده، دیگر نام بومن و پومن بر سر زبان‌ها نیست و همه جا از این منطقه به اسم فومن یاد شده است. اما فومن از نظر وجه‌تسمیه درست، از دو بخش «فو (پو)» و «من» تشکیل شده که پو در زبان اوستایی به معنای در آغاز نخست و پناه بخشیدن یا پناه بخش اندیشه آمده و «من» نیز در زبان ایرانی به معنی اندیشیدن، دریافتن و شناختن است؛ بنابراین فومن را می‌توان پناهگاه اندیشه یا اندیشمندان و جایی برای اندیشیدن صاحبان تفکر معنا کرد. این شاید بدین خاطر بوده که این منطقه در آغاز کانون و محل گردهمایی اهل تفکر یا صاحبان اندیشه بوده و به همین سبب به فومن (پومن) معروف گشته است.
جهانگیر سرتیپ‌پور مؤلف کتاب ریشه‌یابی واژه‌های گیلکی و وجه‌تسمیه شهرها و روستاهای گیلان در این زمینه می‌نویسد:
«اگر فومن را ترکیبی از دو واژهٔ «پو» و «من» بدانیم به مفهوم «پناهِ اندیشه»، «نخست اندیشه» و «نخست دریافت» خواهد بود. «فومن را در فارسی به ضم اول Fuman و در زبان گیلکی به فتح اول Foman گویند.» در برخی از یادداشت‌های مربوط به ترجمه احوال نامداران گیلان از جمله شیخ علی فومنی، این نام با «پ» مفتوح آغاز می‌شود. پومن که ترکیبی است از دو واژهٔ «پو» در اوستا که با معنی «در آغاز، نخست» یا «آن‌چنان‌که در پیش بود» آمده است و «من» به معنی اندیشیدن و دریافتن و پنداشتن است که ترکیب این دو واژه این معانی را القاء می‌کند: «نخست اندیشه، نخست دریافت، نخست پندار» یا آنچه درباره‌اش اندیشیده یا پنداشته یا دریافت می‌شد.
همچنین پئومن یا پوئیمن، نامی که در زبان گیلکی به فتح اول و در فارسی به ضم اول خوانده می‌شود، به معنی «پناه بخشنده» آمده است. علاوه بر این مؤلف کتاب تاریخ گیلان از آغاز تا برپایی جنبش مشروطه در مورد وجه‌تسمیه فومن چنین معتقد است: «به پندار من فومن از پیوند دو واژهٔ «فوم» به معنی سیر و «آن» که پسوند بیانگر مکان است، پدید آمده و امروزه زمین‌های پیرامون این شهر، برآورنده میزان فراوانی از این گیاه است.» محقق گیلان‌شناس قاسم غلامی کفترودی دربارهٔ وجه‌تسمیه و معانی فومن همچنین اظهار می‌دارد که اگرچه برای وجه تسمیه فومن، همانند سایر شهرها و آبادی‌ها می‌توان برحسب شواهد و قرائن و بررسی واژه‌ها و اصطلاحات فارسی، عربی، اوستایی و… معانی و تعابیری در نظر گرفت اما باید در وجه‌تسمیه هر شهر، از جمله وجه تسمیه فومن فاکتورهایی چون: تاریخ، جغرافیا، اقتصاد، زبان محلی و… را نیز در نظر داشت.
فومن ممکن است از دو جزء فو+من باشد. فو در اصل «پو» و «بو» بوده که امروزه در نام روستای بویین شهرستان فومن به صورت اولیه حفظ شده است و این بو به معنی کرم ابریشم است در گذشته به ابریشم و به ویژه کرم ابریشم «بو» و در جمع «بویین» می‌گفتند که امروزه نیز این واژه در زبان گیلکی رایج است. چنان‌که شاعر گیلکی‌سرا، مصطفی رحیم پورسیاهکلی در منظومهٔ «کل شریف» خود می‌گوید: «وور بما بویون همه خاس بنام» (یعنی کرم‌های ابریشم به دنیا آمده را در جای مخصوصش قرار دادم) واژهٔ «من» نیز مخفف «مان» به معنای سرزمین است؛ بنابراین «بومن» یا «بومان» و «پومن» و بالاخره «فومن» به معنای «سرزمین ابریشم» است.

## بافت شهری

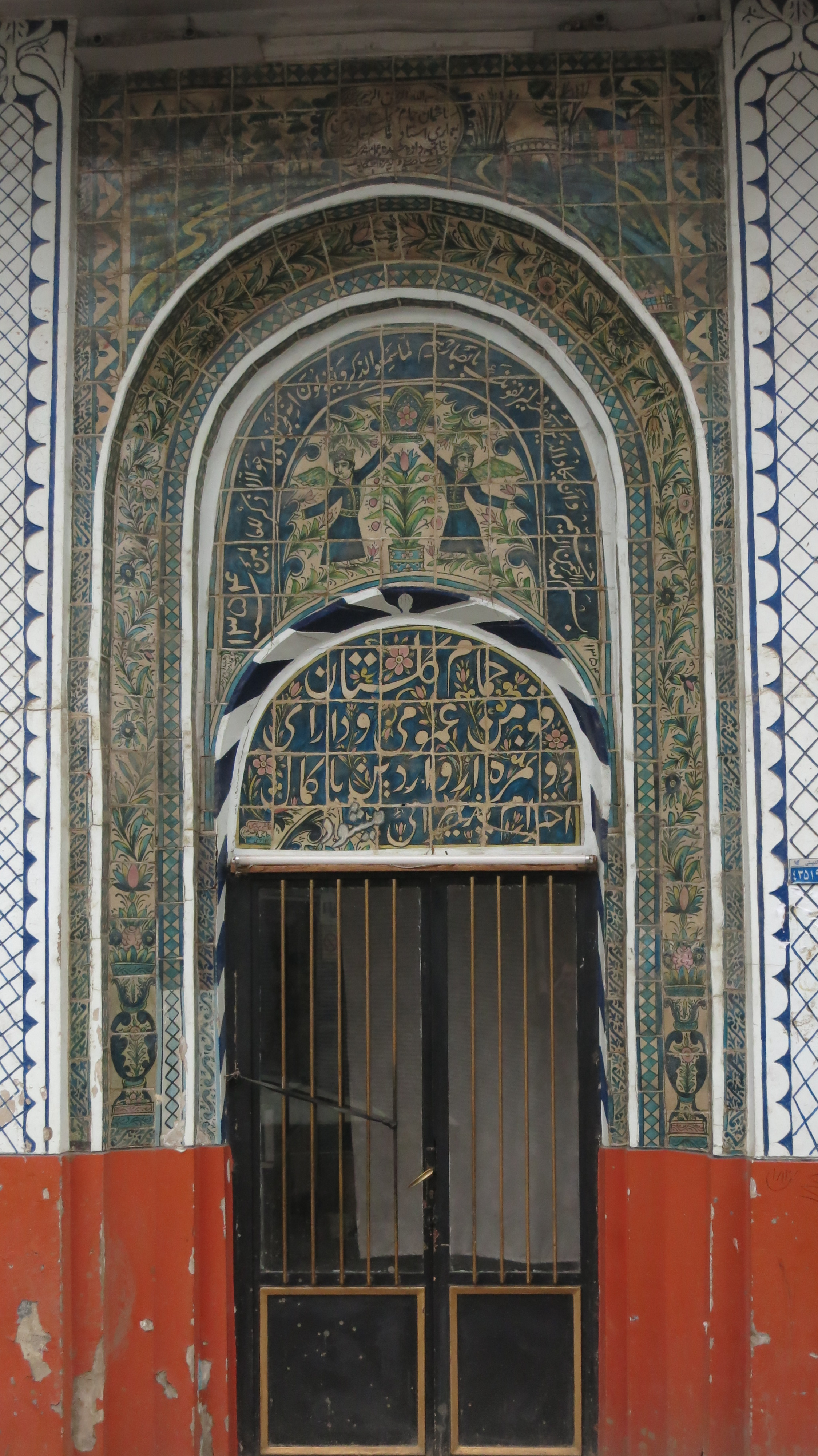
کاشی‌کاری سردر ورودی یک حمام عمومی در فومن

فومن شهری قدیمی است و به همین دلیل هنوز بافت قدیمی معماری خود را داراست. معماری سنتی این شهر مانند دیگر شهرهای استان گیلان است و سقف شیروانی و دیگر اجزای معماری سنتی شمال ایران تشکیل شده است. رود گازروبار از میانهٔ قسمت جنوب شرقی شهر فومن رد می‌شود و در قسمت‌هایی از آن عرض آن بسیار کم شده است به‌طوری‌که تنها به شکل نهر باقی مانده است.

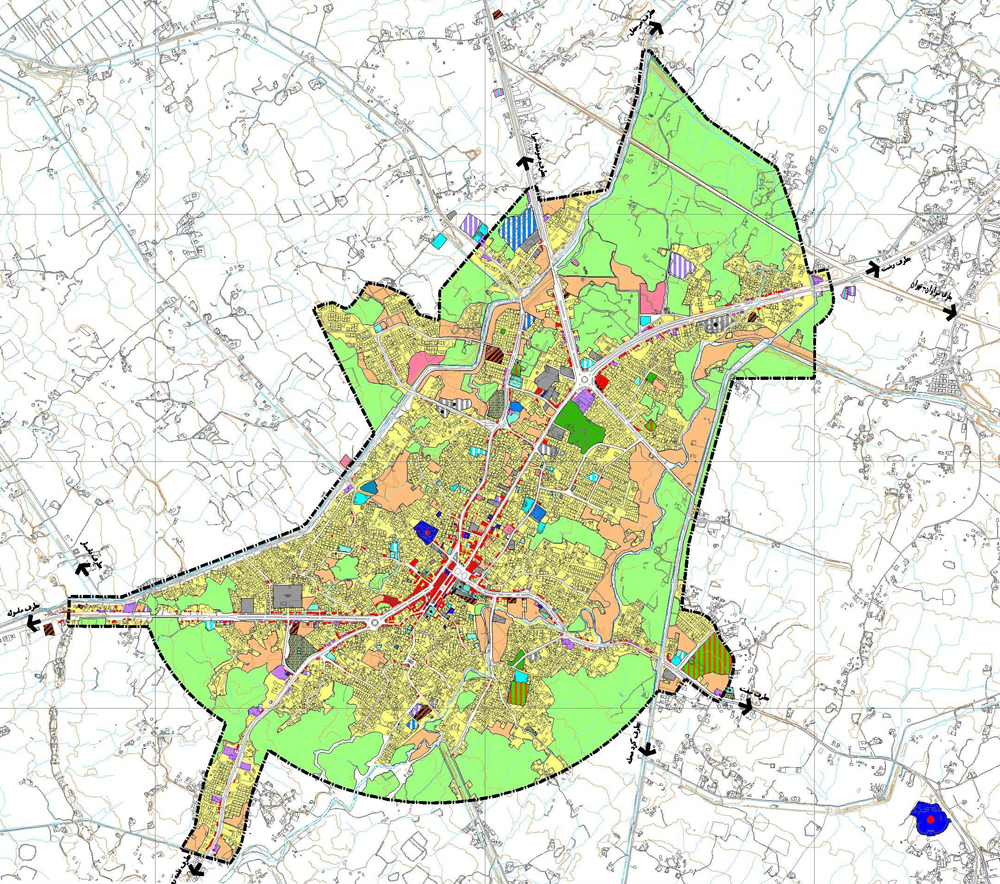
نقشهٔ شهر فومن

### فومن قدیم
فومن قدیم شهری در بین دو رودخانه بوده که در زبان بومی گیلکی آن‌ها را به نام شوپول (به معنای رودخانه یا جوی آب) و گازروبار می‌شناسند.
همچنین می‌توان از محله‌های قدیمی آن به جورمحله، جیرمحله (این محله دیگر به‌طور کلی از بین رفته است و جزء میدان اصلی شهر و مناطق تجاری آن شده است)، شهربیجار، سیاچا، شوپول کنار (به معنای کنار رودخانه می‌باشد) و گوربه کوچه اشاره کرد.
فومن قدیم دارای بازار بزرگ هفتگی به نام سه‌شنبه بازار بوده است که آوازه آن حتی در آن زمان از مرزهای استان گیلان نیز گذشته بوده است.

## اقتصاد
اقتصاد فومن با توجه به جغرافیای آن شکل گرفته است. فومن منطقهٔ معتدلی است که سرسبزی در آن موج می‌زند و به تبع همین آب و هوای معتدل مردم آن از دیر باز برای گذران زندگی به کشاورزی و دامپروری مشغول بودند. از جمله فعالیت‌های کشاورزی مردم این ناحیه می‌توان به کشت برنج و چای که هنوز هم متداول است اشاره نمود. کشت توتون از دیگر فعالیت‌های مردم این منطقه بود که با توجه به سختی کار و ارزانی خرید محصول مانند گذشته از رونق چندانی برخوردار نیست. پرورش کرم ابریشم نیز از دیگر فعالیت‌های مردم فومنات است.
مردمان مناطق کوهپایه‌ای بیشتر به دام‌پروری مشغول‌اند و مردمان مناطق جلگه‌ای بیشتر در کار کشاورزی فعالیت می‌کنند.
فومن شهری است که در میان مزارع و باغ‌های اطراف خود محصور شده است. برنج‌کاری، کشت چای و توتون و پرورش کرم ابریشم از فعالیت‌های اصلی فومن است که عمدتاً در اطراف شهر دیده می‌شود. شهر فومن را به خاطر وجود مجسمه‌های فراوان به عنوان شهر مجسمه‌ها نیز می‌شناسند. کلوچه فومن از معروف‌ترین شیرینی‌ها و سوغات گیلان و ایران به‌شمار می‌رود. وجود چشم‌اندازهای بکر و دست نخورده، نزدیکی دشت‌های وسیع به کوهپایه‌ها، مناطق جنگلی و مردم میهمان‌نواز موجب شده است که این شهرستان به عنوان یکی از مناطق گردشگری مورد توجه قرار گیرد. وجود مجسمه‌های زیبا و تقریباً در اندازهٔ اصلی این شهر را به شهر مجسمه‌ها معروف نموده است. ماسوله و قلعه رودخان دو منطقه تاریخی با سبک معماری خاص هستند که موجب جلب بسیاری از گردشگران به شهرستان فومن می‌شوند. گردشگری در شهرستان فومن مولد فرصتهای شغلی بدیع و جدیدی شده است.
- چای
- برنج

### سه شنبه بازار
مانند بسیاری از سکونتگاه های شمال ایران، در شهر فومن هم بازارهفتگی برگزار می شود که در روزهای سه شنبه است و سه شنبه بازار نام دارد.این بازار محل خرید و فروش محصولات کشاورزی، دامی و صنایع دستی بومی است  و مردم منطقه از این بازار که سابقه طولانی تاریخی دارد استقبال زیادی می کنند. گردشگران هم توجه ویژه ای به این بازار دارند به طوری که روزهای سه شنبه، خیابان شهید شکوری فومن که محل برگزاری بازار است دارای پیک ترافیک شدیدی است. از نکات جالب توجه این بازار، حضور زنان و نقش بسیار زیاد ایشان در فروشندگی در آن است.به طور کلی می توان گفت سه شنبه بازار یکی از نماد های اصلی شهر فومن می باشد.

### کشاورزی
کشاورزان فومن از ایام قدیم در این منطقه به کشت برنج اشتغال داشته‌اند که نتیجه آن ظهور چند رقم بومی برنج می‌باشد که در نتیجه انتخاب سنتی توسط کشاورزان حاصل شده‌اند و این در حالی است که در سال ۱۳۹۲ دارای ۱۳ هزار و ۸۷۰ هکتار اراضی شالیزاری بوده که ۷۲ هزار تن شلتوک و حدود ۴۷ هزار تن برنج سفید از آن استحصال شده است و در مجموع این شهرستان ۶ درصد برنج استان را تأمین می‌کند.

### سوغاتی‌ها

کلوچهٔ فومن

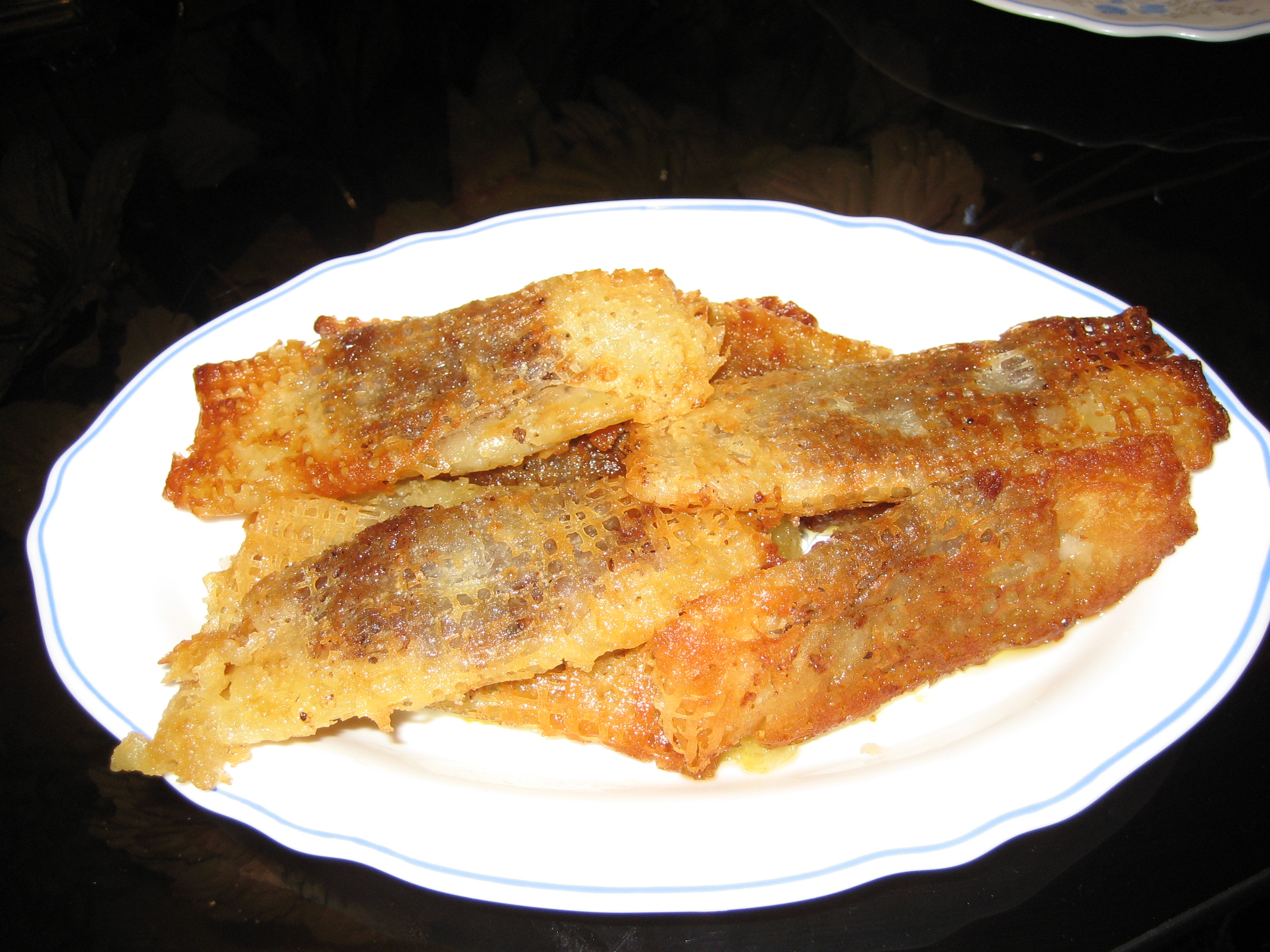
رشته‌خوشکار

از سوغات این نواحی می‌توان به کلوچه فومن ،ابریشم، رشته‌خوشکار، چای، برنج، ماهی دودی، ماهی شور، سیر ترشی، هفت بیجار، لاکو (نوعی نان برنجی) و انواع صنایع دستی مانند عروسک‌های ماسوله اشاره کرد.

## جاذبه‌های گردشگری
شهرستان فومن از نظر صنعت گردشگری و هم چنین اکوتوریسم (طبیعت گردی) از جایگاه ویژه‌ای در ایران و حتی در جهان برخوردار بوده و با چشم‌اندازهای بی‌نظیرش به یکی از قطب‌های گردشگری تبدیل گشته است. در یک تقسیم‌بندی کلی جاذبه‌های گردشگری این شهرستان را به پنج بخش طبیعی، تاریخی، مذهبی، فرهنگی، اجتماعی و اقتصادی می‌توان تقسیم نمود.

### ماسوله

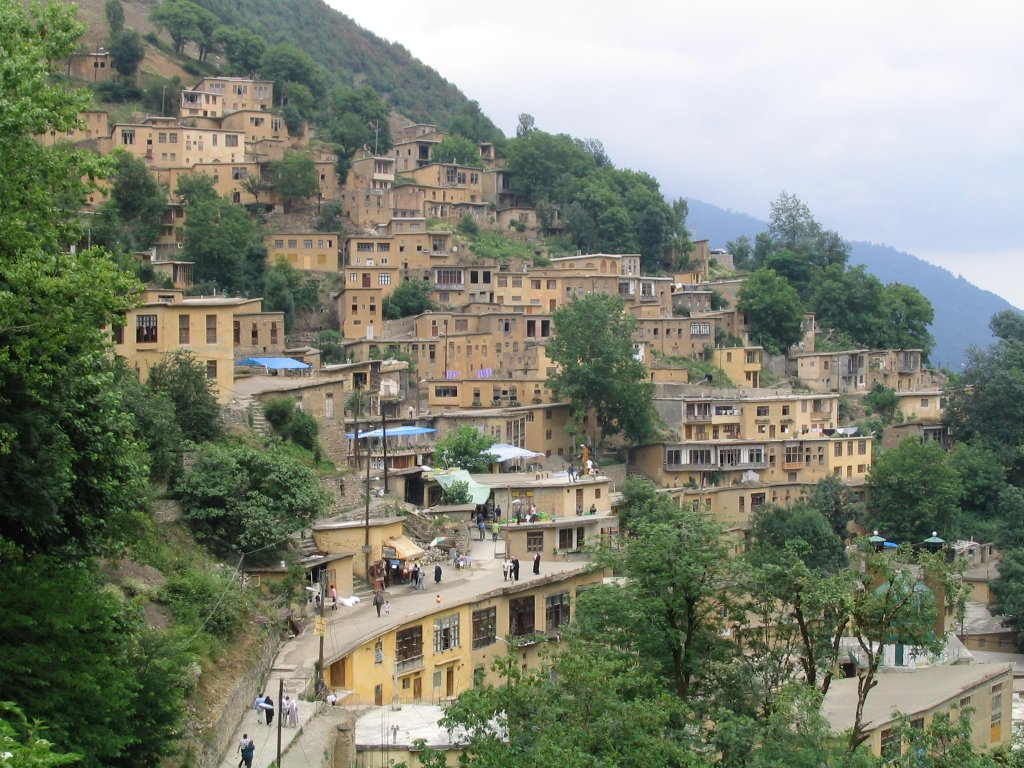
نمایی از شهر ماسوله

شهرک کوهستانی و دلپذیر ماسوله با وسعتی معادل ۱۰۰هکتار در ۳۶ کیلومتری غرب و جنوب غربی شهر فومن قرار گرفته است. این بلندترین و هم‌چنین کوچک‌ترین شهر گیلان که با داشتن جاذبه‌های تاریخی، فرهنگی به ویژه‌ای معماری سنتی منحصر به فرد چشم هر بیننده‌ای را مسحور زیبایی خود نموده و گردشگران بسیاری را به سوی خود جذب می‌نماید. شهر یادشده از نظر طبیعی به گونه‌ای استقرار یافته که از سه جهت شمال، جنوب و غرب به کوه تکیه زده و از طرف شرق به دره‌ای زیبا مشرف می‌باشد. این نگارینهٔ بی‌همتا با آب و هوای مطبوع خود و با خانه‌های سنتی و پلکانی‌اش از ارزش معماری بالایی بر خوردار بوده و به همین جهت در سال ۱۳۵۴ در فهرست آثار ملی ایران و اخیراً در فهرست میراث جهانی یونسکو نیز به ثبت رسیده است. همچنین جاده باستانی که از ماسوله به خلخال منتهی می‌شود، و محل رفت و آمد کاروان‌های تجاری بین دو منطقهٔ خلخال و فومن بوده است امروز در بخش گردشگری و طبیعت گردی جاذبه‌ای دیگر از این دیار محسوب می‌شود.

### قلعه رودخان
دژ رودخان یا قلعه حسامی نام قلعه‌ای تاریخی در ۲۰ کیلومتری جنوب غربی شهر فومن در استان گیلان است. برخی از کارشناسان، ساخت قلعه را در دوران ساسانیان و مقارن با حمله عرب‌ها به ایران دانسته‌اند. این قلعه با ۲٫۶ هکتار مساحت بر فراز ارتفاعات روستای رودخان قرار دارد. دیوار قلعه ۱۵۰۰ متر طول دارد و در آن ۶۵ برج و بارو قرار گرفته شده است. این قلعه در ارتفاعی بین ۶۶۵ تا ۷۱۵ متر از سطح دریا واقع شده و در کنار آن رودخانه‌ای با همین نام جاری است. این دژ با ارزش تاریخی که دارد بنابر ساختار، معماری و ویژگی‌های استراتژیکی و رزمی، در ۳۰ مرداد ۱۳۵۴ خورشیدی، به شماره ۳/۱۵۴۹ در فهرست آثار تاریخی و ملی ماندگار شد.

### پارک فومن
این پارک با داشتن انواع مجسمه‌های بی‌نظیر و تاریخی و فضای زیبا و سرسبز و امکانات رفاهی مناسب طی چند سال اخیر که این شهر در روزهای تعطیل پذیرای مسافران زیادی است محلی برای تفریح و استراحت است. بزرگی پارک فومن در کنار درختان همراه با وسائل بازی مفرح و متفاوت از جمله امکانات آن است.

## مردم‌شناسی
در شهرستان فومن مردم گیلک و تالش در کنار هم زندگی می‌کنند. بومیان جلگه شهرستان فومن و همچنین مرکز شهر فومن گیلک هستند و به زبان گیلکی با گویش بیه‌پس و لهجهٔ فومنی صحبت می‌کنند. در نواحی کوهپایه‌ای و کوهستانی جنوب شهرستان فومن تالش‌ها زندگی می‌کنند و به زبان تالشی صحبت می‌کنند.

## فرهنگ و رسوم

### آداب و رسوم ازدواج
در این سامان پسر بعد از رسیدن به سن ازدواج و انتخاب دختر، موضوع را با مادر، خواهر یا خاله خود در میان می‌گذارد و آنان هم پدر خانه را در جریان امر قرار می‌دهند. ایشان یا خود یا توسط تنی چند از معتمدان و ریش‌سفیدان محل، به خانه عروس رفته و رسماً زنخازی (در زبان گیلکی به معنی خواستگاری) می‌کنند. تعیین مقدار مهریه، قرار عقد و تهیه صورت لوازم و سایر قرارها در همین مجلس مطرح و تصمیم‌گیری می‌شود. بعد از خواستگاری و دریافت موافقت خانواده عروس، روزی برای صورت فاگیری (در گیلکی به معنی جشن نامزدی) انتخاب می‌شود.
چند روز پس از جشن نامزدی هم، مطابق قرار قبل اسباب اوچینی (در گیلکی به معنی خرید وسایل) صورت می‌گیرد. جشن حنابندان که در واقع جشن مراسم خداحافظی عروس از خانه پدر است و معمولاً شب قبل از عروسی انجام می‌شود، پس از این مرحله قرار دارد. در شب حنابندان بعد از پذیرایی، از جانب خانه داماد هفت‌سینی با تجهیزاتی چون حنا، شمع و غیره به خانه عروسی فرستاده می‌شود. بعد از جشن حنابندان، مراسم عقدکنان است که معمولاً در خانه عروس برپا می‌شود. فاصله زمانی عقد تا مراسم عروسی هم دوران نامزدی شمرده می‌شود که ممکن است تا یک سال طول بکشد. مراسم عروسی (آروسی) در پایان این مراحل قرار دارد که آخرین روز از روز جدایی و اولین روز از زندگی مشترک شمرده شده و با شکوه هرچه تمام‌تر صورت می‌گیرد. بعد از پایان عروسی عروس با تشریفاتی به خانه داماد برده می‌شود که در گیلکی، به اصطلاح به آن «گیشه بری» گفته می‌شود.

### چهارشنبه‌سوری
در نزدیک غروب سه‌شنبه آخر هر سال مراسمی موسوم به چهارشنبه‌سوری یا به زبان گیلکی «چهارشنبه سورخِی» که یکی از مهم‌ترین جشن‌های آتشی در ایران‌باستان برای احترام و تقدس آتش است توسط برخی برگزار می‌شود. در این مراسم آتش می‌افروزند و با پریدن از روی آتش اشعاری به زبان گیلکی همچون «غم به‌در، غصه به‌در، گوله‌گوله چهارشنبه به‌در / به‌حق پنجشنبه نکبت بشه دولت بایه» و همچنین شعر «گوله‌گوله چهارشنبه، به‌حق پنجشنبه، زردی بشه سورخی بایه، نکبت بشه دولت بایه» را تکرار می‌کنند، به باور این‌که با آتش که مظهر پاکی است، در این روز شقاوت برود و سعادت بیاید. در بعد از ظهر این روز زنان و دختران و پسران جوان به بازار رفته و طبق یک رسم قدیمی مشغول خرید وسایلی چون: آینه، شانه، اسفنددانه (که حتماً باید با گلپر خشک همراه باشد) جوراب، ماهی قرمز و غیره از بازارمج‌ها (در گیلکی به معنی بازارگرد)، فروشنده‌های محلی و دست فروش‌ها که در گوشه و کنار شهر بساط پهن کرده‌اند، می‌شوند. فروشندگان علاوه بر این که منقلی پر از ذغال را کنار خود گذاشته و مشغول دود کردن اسفند هستند، شعر گیلکی «عاطیلاکون، باطیلاکون، تی مردماره بیروناکون؛ اسپند دوکون چاووش بایه، تی مردمار به‌هوش بایه» را با صدای بلند و با شادی و خنده می‌خوانند تا در نشاط مردم سهیم بوده و دانه اسفند را بیش‌تر به فروش برسانند. مادر یا دختر یا عروس خانواده از بازارمج‌ها مقداری اسفند به عنوان تبرک خریده و شب در حالی که اعضای خانواده همگی دور هم جمع هستند دود می‌کند تا رفع چشم‌زخم شود.
همچنین در برخی از روستاهای این منطقه، این آیین چندصدساله با آداب و رسوم خاصی صورت می‌گیرد. به عنوان نمونه روستای پیرسرای گشت‌رودخان که به‌روایتی منسوب به پیرولی نامی است، در روز چهارشنبه سوری مراسمی معروف به خروج مختار دارد که امروزه کمتر صورت می‌گیرد. در این محل مراسم چهارشنبه آخرین هفته سال شمسی با واقعهٔ مذهبی قیام مسلمانان در سال ۶۶ هجری به پیشوایی مختار ثقفی در شهر کوفه که در آن واقعه مختار در محرم یا به روایتی ربیع الاول این سال، بسیاری از قاتلان امام حسین و طرفداران بنی امیه را از میان برداشت به هم گره می‌خورد و روستاییان هر دو را با هم جشن می‌گیرند و پاس می‌دارند. ایشان در شب چهارشنبه‌سوری هفت کپه ساقه برنج یا سراچین را به فاصله معین از هم می‌چینند و آتش می‌زنند و آتش زدن کولوش را خروج مختار می‌گویند.
ایشان بر این باورند که آتش‌های فروزان به یادمان روز چهارشنبه‌ای است که مختار ثقفی آتشی افروخت و شیعیان هم پیمان را برای آماده شدن و پیوستن به جنگ و خونخواهی سیدالشهدا خبر کرد.
در قدیم کسانی که تفنگ داشتند، در این روز تیری هم به مناسبت آن واقعه مذهبی خالی می‌کردند. همچنین برخی از روستاهای صومعه‌سرا در شب چهارشنبه‌سوری بر سر در خانه‌ها یک ماهی دودی می‌آویزند تا در شب عید خورده شود. آن‌ها این خشک ماهی را نوعی تبرک می‌دانند.
علاوه بر این در برخی از نواحی تالش‌نشین منطقه علاوه بر چهارشنبه سوری قبل از عید در اولین شب چهارشنبه سال نو نیز این مراسم به همراه مراسم چهارشنبه خاتون برگزار می‌شود. معمولاً در این شب پذیرایی نیز در برخی از خانواده‌ها بین نزدیکان و فامیل‌ها انجام می‌شود و این کار بهانه خوبی برای به جا آوردن سنت حسنه «صله رحم» است. از دیگر مراسم قدیمی این منطقه هم می‌توان مراسم آینه تاوادانی (در زبان گیلکی به معنی آینه انداختن) را برای پیشواز از نوروز در فومن و صومعه‌سرا و نواحی اطراف نام برد که امروزه تا حدودی به فراموشی سپرده شده است. این مراسم با آغاز نوروز توسط چند جوان اجرا می‌شود در این مراسم معمولاً آینه‌ای با گل بنفشه و پامچال و شاخه‌های درخت شمشاد تزیین کرده و بعد آن را به گونه‌ای وارد خانه‌های همسایه کرده و به اتاق آنان می‌اندازند و در پایان از صاحب‌خانه هدیه می‌گیرند.

### شب چله
شب اول زمستان و به اصطلاح شب چله از شب‌های مشخص در گردش یک سال خورشیدی است که در همه جا با شب‌نشینی، خوردن هندوانه و سرگرمی‌های دیگر با آداب ویژه‌ای برگزار می‌شود. گرامی داشتن شب اول زمستان یعنی شبی که از فردای آن شب تاریکی کاسی می‌گیرد و خورشید هر روز مقداری بیش از روز پیش بر جهان نور می‌افشاند. این شب به جشن «یلدا» هم معروف است. سابقاً مردم در این درازترین شب سال (حدود ۱۴ ساعت) و آخرین شب فصل پاییز، فال حافظ می‌گرفتند که در حال حاضر کم‌تر به این کار پرداخته می‌شود. گفتنی است که در این سامان فصل زمستان به دو بخش تقسیم می‌شود که به زبان گیلکی به پیله چله (چله بزرگ؛ از اول تا دهم بهمن) و کوچی چله (چله کوچک؛ از دهم بهمن تا آخر بهمن) تقسیم می‌شود و دیگر فصول نیز به اول، دوم، سوم یا آخر فصل تقسیم می‌شوند.

### کشتی گیلِ‌مردی
کشتی محلی و پهلوانی گیل‌مردی از دیرباز تاکنون در روزهای معینی از فصول بهار و تابستان به ویژه از اواخر خرداد تا پایان شهریور توسط پهلوانان کهنه‌کار و تازه‌کار به مرحله اجرا در می‌آید. این نوع از کشتی که پیشتر با مراسم خاصی و با صدای ساز و نقاره عملی می‌شد، مراسم آغاز و نحوه اجرای آن متفاوت بوده و دارای فنون و قوانین خاص توأم با آداب و رسوم است. در این کشتی گیلانی، پهلوانان در قسمتی از میدان کشتی کنار هم قرار گرفته و آماده نبرد می‌شوند. آغاز مصاف کشتی‌گیران، با رجزخوانی همراه بوده و بعد از این که یک نفر به میدان می‌آید هماورد می‌طلبد. پهلوان دیگری از جایش بلند شده و با به هم زدن دو دست، آمادگی‌اش را اعلام می‌کند. اندکی بعد لحظاتی طول میدان را طی کرده و آن وقت با مبادله ضربات مشت کشتی آغاز می‌شود. در این نوع از کشتی هر کسی که به زمین افتد و حتی زانو یا دستش با زمین تماس پیدا کند، بازنده اعلام می‌شود. لباس این کشتی‌گیران معمولاً شلواری پارچه‌ای و چسبان به نام «لاسپاره» است و جایزه آن‌ها نیز در گیلکی «بَرَم» نام دارد که معمولاً شامل هدایای نقدی، گوساله نر یا پارچه و پتو است. تاکنون مسابقات بسیاری در گیلان برگزار شده که گفته می‌شود اولین مسابقه رسمی در سال ۱۳۴۶ به ریاست روانشاد حاج احمد خوش عقیده (پدر کشتی گیلان) در محل استادیوم ورزشی رشت برگزار شد که در آن چند تن از پهلوانان خطه فومنات هم حضور داشتند. این منطقه که از دیرباز یکی از قطب‌های کشتی گیل‌مردی در شمال ایران بوده و کشتی‌گیران معروفی را به خود دیده که شماری از آنان عبارتند از: مرحوم پهلوان کاس آقا، حبیب پناه، پهلوان ابوالقاسم صفری، پهلوان رجبعلی اسکندری چماچای مقدم، پهلوان ناصر سحرخیز، پهلوان مازیار ایکانی، پهلوان هرمز رجبی، پهلوان کشاورز، پهلوان عطاء الله رجبی، پهلوان سالار ولی‌زاده درودخانی، پهلوان سقراطی شالمایی، پهلوان رسول قنبری، پهلوان مسعود بیابانی، پهلوان رحیم‌الله پورنصیری پشتیری، پهلوان ابوالقاسم علی‌نیا، پهلوان رشید زبردست گشتی و دیگران.

### نمایش
وزرا جنگ، آروس گوله، لافندبازی و تعزیه‌خوانی از جمله نمایش‌های سنتی‌ای هستند که از قدیم در دیار گیلان از جمله منطقه فومنات رواج داشته‌اند که نمایش «ورزاجنگ» شامل جنگیدن گاوهای نر در اواخر پاییز و «لافندبازی» بیش از همه شهرت داشتند. طناب‌بازی یا به اصطلاح زبان گیلکی لافندبازی از نمایش‌های سنتی زنده و محبوب مردم بود که امروزه کمتر اجرا می‌شود. لافندبازی عبارت از پاره‌ای عملیات نمایش ورزشی است که توسط لافندباز روی طناب انجام می‌گیرد و مسخرگی‌های دستیار بندباز که «شیطان» یا «یالانچی» نامیده می‌شود و در پایین طناب به تقلید از بندباز یا پهلوان شیرینی خاصی به این بازی می‌بخشد. بعد از سال‌های انقلاب و شروع جنگ ایران و عراق و سپس ایجاد سرگرمی‌ها و تفریحات جدید در دوران امروزی، بازار این‌گونه نمایش‌ها در منطقه کساد شد و تا حد بسیاری از رونق افتاد.

### داستان‌های افسانه‌ای محلی
در این منطقه همچون دیگر شهرهای گیلان، برخی داستان‌های قدیمی محلی دربارهٔ تعدادی از جانوران و گیاهان و… وجود دارند که حالت افسانه دارند. شماری از آن‌ها بدین قرارند:
کورقوقو (جغد): کورقوقو خبر شهادت امام حسین (ع) را به مدینه برد از این رو، شوم و بدیمن است و بر بام هر خانه‌ای که بنشیند اهل آن خانه به مصیبت گرفتار خواهند شد. کورقوقو وقتی بر بام خانه‌ای بخواند به او نهیب می‌زنند که آبادی جای تو نیست برو به خرابه!
کشکرت (زاغک): اگر کشکرت بر درخت خانه‌ای بنشیند و از این شاخه به آن شاخه بپرد، برای آن خانه مسافری از راه خواهد رسید.
کولکاپیس: پرنده‌ای سیاه و سفید هم جثه گنجشک است. کولکاپیس غار مخفیانه حضرت محمد (ص) را به کفار نشان داد و حتی خواست که با نوک خود تار عنکبوت دهانه غار را پاره کند. از این رو این پرنده
نفرین شده است. کولکاپیس را در فارسی چرخ ریسک می‌خوانند و دربارهٔ آن باورداشت‌هایی متفاوت وجود دارد.
لاک‌پشت (به گیلکی فومنی: کاموش): می‌گویند لاک‌پشت دختری بوده که در درون تشتی در حال استحمام بوده که نامحرمی او را دید و او بسیار خجالت کشید و از خدا خواست که تبدیل به لاک‌پشت بشود.
انتر: خیاطی بود که پارچه حضرت فاطمه زهرا (س) را دزدید و بر اثر نفرین خانم به انتر تبدیل
شده است و سرخی نشیمنش بر اثر پارچه سرخی است که دزدیده و در زیر نشیمنش مخفی کرده بود.
گربه: حضرت علی (ع) بر پشت این حیوان دست کشیده است به همین دلیل هیچ‌گاه بر زمین‌نمی‌خورد.
جن: از بسم الله و وسایل تیز و براق گریزان است به همین دلیل در قدیم برخی از زنان باردار چند شبانه روز به لباس خود سنجاق و سوزن می‌زدند و به باوری جن با سنجاق اسیر انسان می‌شد.

## دانشگاه‌های فومن

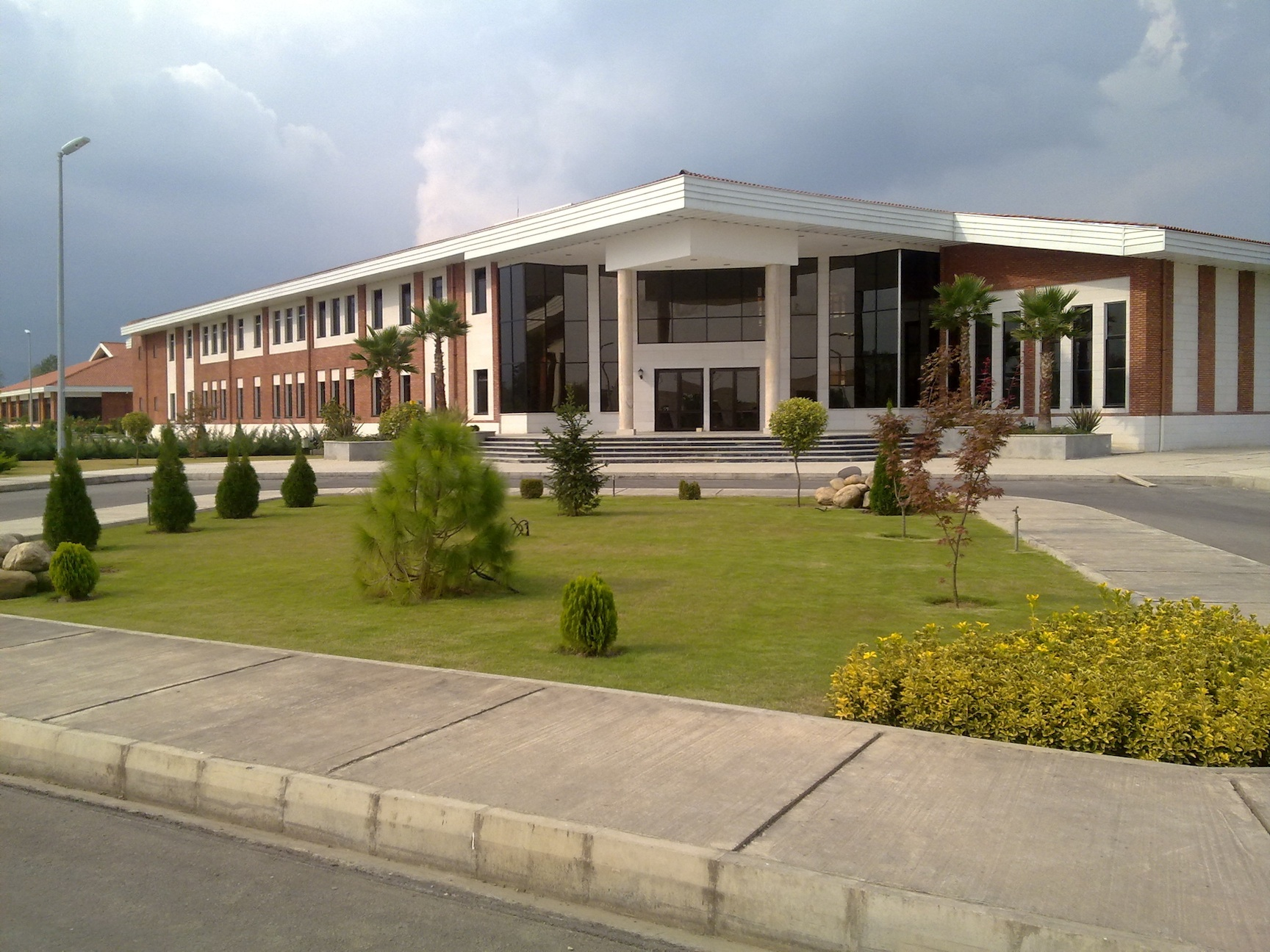
نمایی از دانشکدهٔ فنی فومن دانشگاه تهران

- دانشکده فنی فومن وابسته به پردیس دانشکده‌های فنی دانشگاه تهران
- دانشگاه آزاد اسلامی واحد فومن و شفت
- دانشگاه پیام نور فومن
- دانشگاه علمی کاربردی فومن

## شخصیت‌های برجسته
- محمدتقی بهجت
- جعفر شجونی
- شیون فومنی
- کیومرث صابری فومنی
- فرامرز ریحان صفت
- ناصر عاشوری قلعه رودخانی
- علی میرزایی فلاح‌آبادی
- رسول جماعتی مالوانی
- محمدحسن دلخوش فومنی
- سهیل پرسته
- حسن اشجاری
- سهیل رحمانی
- سعید بخشی‌زاده
- روح‌الله باقری